# Lista de património edificado no distrito do Porto
Esta lista é uma sublista da Lista de património edificado em Portugal para o Distrito de Porto, ordenada alfabeticamente por concelho, baseada nas listagens do IPPAR de Março de 2005 e atualizações.
Legenda:
- Os monumentos podem eventualmente ter várias designações, sendo estas separadas nesse caso pela conjunção "ou";
- Por vezes vários edifícios fazem parte de uma mesma classificação patrimonial, sendo nesse caso separados pela conjunção "e";
- A existência de dois graus de classificação diferente para um mesmo monumento (usualmente VC e outro) significa que este aguarda uma classificação definitiva, se bem que tenha sido homologado com o grau indicado (ex: VC-IIP é um imóvel em vias de classificação, homologado com o grau de Imóvel de Interesse Público).

Observação: São preservadas as denominações adoptadas pelo IPPAR, mesmo que elas apresentem outras alternativas. Nestes casos há redireccionamento para aquela em que o artigo está redigido, podendo ou não esta designação aparecer na lista.

## Amarante
| ID     | Designações                                                                                         | Categoria              | Tipologia           | Freguesia            | Grau | Ano  | Coordenadas                  | Imagem       |
| ------ | --------------------------------------------------------------------------------------------------- | ---------------------- | ------------------- | -------------------- | ---- | ---- | ---------------------------- | ------------ |
| 73644  | Pelourinho de Ovelha                                                                                | Arquitectura civil     | Pelourinho          | Aboadela             | IIP  | 1933 | 41.2773° N 7.995213° O       |              |
| 328491 | Pousada de São Gonçalo                                                                              | Arquitectura civil     | Pousada             | Ansiães              | IIP  |      | 41.275549° N 7.932406° O     |              |
| 70350  | Igreja do Salvador (Freixo de Baixo)                                                                | Arquitectura religiosa | Igreja              | Freixo de Baixo      | MN   | 1935 | 41.299197° N 8.1222° O       | Mais imagens |
| 70372  | Igreja de São João Baptista (Amarante)                                                              | Arquitectura religiosa | Igreja              | Gatão                | MN   | 1944 | 41.296993° N 8.063062° O     |              |
| 73860  | Pelourinho de Santa Cruz de Ribatâmega                                                              | Arquitectura civil     | Pelourinho          | Real                 | IIP  | 1933 | 41.251595° N 8.186349° O     |              |
| 73942  | Casa de Pascoais                                                                                    | Arquitectura civil     | Casa                | Gatão                | IIP  | 1977 | 41.286427° N 8.071221° O     | Mais imagens |
| 155982 | Casa e Quinta da Tardinhade                                                                         | Arquitectura civil     | Conjunto            | Gatão                | MIP  | 2012 | 41.302567° N 8.062968° O     |              |
| 73941  | Igreja de Gondar ou Igreja Velha de Gondar                                                          | Arquitectura religiosa | Igreja              | Gondar               | IIP  | 1978 | 41.263515° N 8.031328° O     | Mais imagens |
| 74169  | Igreja de Santa Maria de Jazente                                                                    | Arquitectura religiosa | Igreja              | Jazente              | IIP  | 1977 | 41.243923° N 8.057909° O     |              |
| 72745  | Igreja do Salvador (Lufrei)                                                                         | Arquitectura religiosa | Igreja              | Lufrei               | IIP  | 1971 | 41.27365° N 8.054395° O      | Mais imagens |
| 72887  | Igreja de São Martinho (Amarante)                                                                   | Arquitectura religiosa | Igreja              | Mancelos             | IIP  | 1934 | 41.274811° N 8.157131° O     |              |
| 70222  | Paço de Dona Loba                                                                                   | Arquitectura civil     | Paço                | Padronelo            | MN   | 1978 | 41.249088° N 8.045284° O     |              |
| 71819  | Casa do Carvalho                                                                                    | Arquitectura civil     | Casa                | Real                 | IIP  | 1982 |                              |              |
| 69959  | Ínsua no rio Tâmega e Ilha dos Frades                                                               | Não definida           | Conjunto            | São Gonçalo          | IIM  | 1981 | 41.269332° N 8.075843° O     |              |
| 70622  | Ponte sobre o Tâmega                                                                                | Arquitectura civil     | Ponte               | São Gonçalo          | MN   | 1910 | 41.268828° N 8.078037° O     | Mais imagens |
| 70623  | Igreja e Convento de São Gonçalo e claustro                                                         | Arquitectura religiosa | Igreja              | São Gonçalo          | MN   | 1910 | 41.269754° N 8.078636° O     | Mais imagens |
| 74102  | Convento de Santa Clara (Amarante)                                                                  | Arquitectura religiosa | Convento            | São Gonçalo          | IIP  | 1974 | 41.269428° N 8.079375° O     |              |
| 74567  | Igreja de São Pedro (Amarante)                                                                      | Arquitectura religiosa | Igreja              | São Gonçalo          | IIP  | 1982 | 41.269661° N 8.081545° O     |              |
| 74568  | Solar dos Magalhães                                                                                 | Arquitectura civil     | Solar               | São Gonçalo          | IIP  | 1971 | 41.271718° N 8.082388° O     | Mais imagens |
| 74569  | Conjunto definido por diversos arruamentos, bem como os espaços livres públicos que os mesmos ligam | Arquitectura civil     | Conjunto            | São Gonçalo          | IIP  | 1974 | 41.27034° N 8.081488° O      |              |
| 74570  | Igreja de São Domingos (Amarante) ou Igreja de Nosso Senhor dos Aflitos                             | Arquitectura religiosa | Igreja              | São Gonçalo          | IIP  | 1978 | 41.268979° N 8.079144° O     | Mais imagens |
| 71555  | Mamoa de São Simão                                                                                  | Arqueologia            | Mamoa               | São Simão de Gouveia | IIM  | 1992 | 41.19766268° N 8.0316723° O  |              |
| 74138  | Conjunto megalítico da Abogalheira                                                                  | Arqueologia            | Conjunto megalítico | São Simão de Gouveia | IIP  | 1990 | 41.186666° N 8.041709° O     |              |
| 72942  | Igreja de Santo André (Amarante)                                                                    | Arquitectura religiosa | Igreja              | Telões               | IIP  | 1977 | 41.310154° N 8.107828° O     |              |
| 69880  | Mosteiro de Travanca, incluindo a igreja e a torre                                                  | Arquitectura religiosa | Mosteiro            | Travanca             | MN   | 1916 | 41.277574° N 8.193099° O     | Mais imagens |
| 74774  | Solar de Vila Garcia ou Solar de Igreja                                                             | Arquitectura civil     | Solar               | Vila Garcia          | IIP  | 1982 | 41.31304534° N 8.07693585° O |              |

 Legenda: PM - Património Mundial · MN - Monumento Nacional · IIP - Imóvel de Interesse Público · MIP - Monumento de Interesse Público · CIP - Conjunto de Interesse Público · SIP - Sítio de Interesse Público · IIM - Imóvel de Interesse Municipal · MIM - Monumento de Interesse Municipal · CIM - Conjunto de Interesse Municipal · SIM - Sítio de Interesse Municipal · VC - Em vias de classificação · SPL - Sem proteção legal

## Baião
| ID      | Designações | Categoria              | Tipologia  | Freguesia              | Grau | Ano  | Coordenadas                 | Imagem       |
| ------- | --- | ---------------------- | ---------- | ---------------------- | ---- | ---- | --------------------------- | ------------ |
| 70329   | Conjunto constituído pela Igreja e Mosteiro de Santo André de Ancede, Capela do Bom Despacho e terreiro fronteiro | Arquitectura religiosa | Conjunto   | Ancede                 | MIP  | 2013 | 41.100052° N 8.056755° O    |              |
| 74464   | Casa de Penalva ou Solar dos Azeredos Pinto                                                                       | Arquitectura civil     | Casa       | Ancede                 | IIP  | 1978 | 41.108926° N 8.063463° O    |              |
| 74465   | Igreja de Ermelo                                                                                                  | Arquitectura religiosa | Igreja     | Ancede                 | IIP  | 1955 | 41.102238° N 8.057084° O    | Mais imagens |
| 72941   | Casa de Arcouce                                                                                                   | Arquitectura civil     | Casa       | Loivos do Monte        | IIP  | 1996 | 41.194109° N 7.975354° O    |              |
| 71287   | Casa da Cocheca                                                                                                   | Arquitectura civil     | Casa       | Mesquinhata            | IIP  | 1975 | 41.1251953° N 8.104649° O   |              |
| 69838   | Anta da Aboboreira ou Anta de Chã de Parada ou Dólmen da Fonte do Mel                                             | Arqueologia            | Anta       | Ovil                   | MN   | 1910 | 41.203225° N 8.008499° O    | Mais imagens |
| 156008  | Casa de Agrelos, incluindo Capela, terraço com balustrada e jardim de buxo                                        | Arquitectura civil     | Conjunto   | Santa Cruz do Douro    | IIP  | 1999 | 41.116033° N 8.000637° O    |              |
| 6732729 | Memorial de Lordelo                                                                                               | Arquitectura religiosa | Memorial   | Santa Leocádia (Baião) | MN   | 1910 | 41.10247957° N 8.0573988° O |              |
| 71818   | Pelourinho de Rua                                                                                                 | Arquitectura civil     | Pelourinho | Teixeira               | IIP  | 1933 | 41.192056° N 7.924306° O    |              |
| 71648   | Igreja de São Tiago, paroquial de Valadares                                                                       | Arquitectura religiosa | Igreja     | Valadares              | MIP  | 2012 | 41.158409° N 8.329696° O    |              |

 Legenda: PM - Património Mundial · MN - Monumento Nacional · IIP - Imóvel de Interesse Público · MIP - Monumento de Interesse Público · CIP - Conjunto de Interesse Público · SIP - Sítio de Interesse Público · IIM - Imóvel de Interesse Municipal · MIM - Monumento de Interesse Municipal · CIM - Conjunto de Interesse Municipal · SIM - Sítio de Interesse Municipal · VC - Em vias de classificação · SPL - Sem proteção legal

## Felgueiras
| ID      | Designações                                                                       | Categoria              | Tipologia | Freguesia              | Grau | Ano  | Coordenadas                  | Imagem       |
| ------- | --------------------------------------------------------------------------------- | ---------------------- | --------- | ---------------------- | ---- | ---- | ---------------------------- | ------------ |
| 71193   | Igreja de Santa Maria de Airães                                                   | Arquitectura religiosa | Igreja    | Airães                 | MN   | 1977 | 41.314819° N 8.198758° O     | Mais imagens |
| 74261   | Calvário ou Via Sacra e Capela do Encontro                                        | Arquitectura religiosa | Calvário  | Caramos                | IIP  | 1945 | 41.340098° N 8.170472° O     | Mais imagens |
| 8811732 | Paço de Pombeiro de Riba Vizela (Casa do Paço)                                    |                        |           | Felgueiras             | MIP  | 2013 |                              |              |
| 72345   | Largo do Mosteiro do Bom Jesus de Barrosas e estrada municipal                    | Arquitectura civil     | Largo     | Idães                  | IIP  | 1977 | 41.326582° N 8.272513° O     |              |
| 72346   | Cruzeiro do Bom Jesus de Barrosas                                                 | Arquitectura religiosa | Cruzeiro  | Idães                  | IIP  | 1982 | 41.326373° N 8.271876° O     | Mais imagens |
| 74098   | Casa de Simães (pátio nobre, jardins, portão, fontes, estátuas e muro principal). | Arquitectura civil     | Casa      | Moure                  | IIP  | 1974 | 41.354538° N 8.166994° O     |              |
| 69837   | Mosteiro de Pombeiro                                                              | Arquitectura religiosa | Mosteiro  | Pombeiro de Ribavizela | MN   | 1910 | 41.38262° N 8.225572° O      | Mais imagens |
| 74213   | Cruzeiro (Felgueiras) situado no largo em frente do cemitério                     | Arquitectura religiosa | Cruzeiro  | Pombeiro de Ribavizela | IIP  | 1962 | 41.38472° N 8.2255° O        |              |
| 74286   | Villa romana de Sendim                                                            | Arqueologia            | Villa     | Sendim                 | IIP  | 1997 | 41.349378° N 8.245095° O     | Mais imagens |
| 71124   | Igreja de São Vicente de Sousa                                                    | Arquitectura religiosa | Igreja    | Sousa                  | MN   | 1977 | 41.35847083° N 8.27176253° O | Mais imagens |
| 73913   | Igreja do Salvador (Unhão) ou Igreja Matriz de Unhão                              | Arquitectura religiosa | Igreja    | Unhão                  | IIP  | 1950 | 41.312053° N 8.236632° O     |              |

 Legenda: PM - Património Mundial · MN - Monumento Nacional · IIP - Imóvel de Interesse Público · MIP - Monumento de Interesse Público · CIP - Conjunto de Interesse Público · SIP - Sítio de Interesse Público · IIM - Imóvel de Interesse Municipal · MIM - Monumento de Interesse Municipal · CIM - Conjunto de Interesse Municipal · SIM - Sítio de Interesse Municipal · VC - Em vias de classificação · SPL - Sem proteção legal

## Gondomar
| ID      | Designações                                                                               | Categoria                                   | Tipologia           | Freguesia                                            | Grau | Ano  | Coordenadas                  | Imagem |
| ------- | ----------------------------------------------------------------------------------------- | ------------------------------------------- | ------------------- | ---------------------------------------------------- | ---- | ---- | ---------------------------- | ------ |
| 74566   | Quinta de Montezelo, (casa, capela e magnólia)                                            | Arquitectura civil                          | Quinta              | Fânzeres                                             | IIP  | 1993 | 41.173156° N 8.529816° O     |        |
| 6808855 | Central de Captação de Água da Foz do Sousa                                               | Arquitectura civil                          | Central eléctrica   | Foz do Sousa                                         | IIP  | 2010 | 41.09034399° N 8.50869229° O |        |
| 337467  | Tapada do Outeiro (em estudo)                                                             | Arquitectura Industrial Moderna (1925-1965) | usina termoelétrica | Medas                                                |      |      |                              |        |
| 70755   | Conjunto arquitectónico (capela e terrenos) (ficha não encontrada)                        | Arquitectura civil                          | Conjunto            | Rio Tinto                                            |      |      |                              |        |
| 156066  | Imóvel da Rua da Nossa Senhora do Amparo (construção principal, capela e terrenos anexos) | Arquitectura civil                          | Conjunto            | Rio Tinto                                            | E/A) | 2009 |                              |        |
| 156064  | Quinta da Bouça dos Capuchinhos (casa, capela jardins e portais)                          | Arquitectura civil                          | Conjunto            | São Cosme                                            | IIP  | 1983 | 39.00911667° N 7.07056667° O |        |
| 330558  | Convento das Irmãs Franciscanas de Calais (Gondomar, 1962-71)                             | Arquitectura religiosa                      | Convento            | São Cosme                                            | E/A  | 2012 | 39.07901667° N 7.03158333° O |        |
| 4345886 | Casa de São Miguel                                                                        | Arquitectura civil                          | Casa                | São Cosme                                            | E/A  | 2006 |                              |        |
| 71746   | Cavalete do Poço de São Vicente e instalação do Couto Mineiro                             | Arquitectura civil                          |                     | União das Freguesias de Fânzeres e São Pedro da Cova | MIP  | 2010 | 41.15551° N 8.503426° O      |        |
| 73551   | Casa Branca                                                                               | Arquitectura civil                          | Casa                | Valbom                                               | IIP  | 2002 | 41.125632° N 8.555643° O     |        |
| 326732  | Casa Júlio Resende                                                                        | Arquitectura civil                          | Vivenda             | Valbom                                               | MIP  | 2011 |                              |        |

 Legenda: PM - Património Mundial · MN - Monumento Nacional · IIP - Imóvel de Interesse Público · MIP - Monumento de Interesse Público · CIP - Conjunto de Interesse Público · SIP - Sítio de Interesse Público · IIM - Imóvel de Interesse Municipal · MIM - Monumento de Interesse Municipal · CIM - Conjunto de Interesse Municipal · SIM - Sítio de Interesse Municipal · VC - Em vias de classificação · SPL - Sem proteção legal

## Lousada
| ID      | Designações | Categoria              | Tipologia  | Freguesia                | Grau | Ano  | Coordenadas              | Imagem       |
| ------- | --- | ---------------------- | ---------- | ------------------------ | ---- | ---- | ------------------------ | ------------ |
| 74714   | Igreja do Salvador (Aveleda) | Arquitectura religiosa | Igreja     | Aveleda                  | IIP  | 1978 | 41.279467° N 8.252951° O |              |
| 74302   | Casa de Vila Verde | Arquitectura civil     | Casa       | Caíde de Rei             | IIP  | 1978 | 41.269878° N 8.221155° O |              |
| 3763294 | Casa e Quinta D´Almeida ou Casa e Quinta de Almeida                                                                              | Arquitectura civil     | Conjunto   | Caíde de Rei             | E/A  | 2006 |                          |              |
| 3763959 | Castro de São Domingos | Arqueologia            | Castro     | Cristelos                | E/A  | 2012 |                          |              |
| 73629   | Igreja de Santa Maria (Meinedo) ou Igreja de Nossa Senhora das Neves ou Igreja Matriz de Meinedo                                 | Arquitectura religiosa | Igreja     | Meinedo                  | IIP  | 1945 | 41.248641° N 8.257302° O |              |
| 3763745 | Conjunto Casa das Vinhas, Casa do Carreiro de Baixo, Casa do Pedregal, Casa de Juzãm, Casa do Carreiro de Cima e Casa da Afreita | Arquitectura civil     | Conjunto   | Nevogilde                | IIP  | 2005 |                          |              |
| 5131603 | Igreja de São Lourenço de Pias                                                                                                   | Arquitectura religiosa | Igreja     | Pias                     | E/A  | 2012 | 41.269816° N 8.261484° O |              |
| 70657   | Pelourinho de Lousada | Arquitectura civil     | Pelourinho | São Miguel de Lousada    | MN   | 1910 | 41.27705° N 8.280798° O  |              |
| 71817   | Torre de Vilar | Arquitectura militar   | Torre      | Vilar do Torno e Alentém | IIP  | 1978 | 41.287601° N 8.208763° O | Mais imagens |

 Legenda: PM - Património Mundial · MN - Monumento Nacional · IIP - Imóvel de Interesse Público · MIP - Monumento de Interesse Público · CIP - Conjunto de Interesse Público · SIP - Sítio de Interesse Público · IIM - Imóvel de Interesse Municipal · MIM - Monumento de Interesse Municipal · CIM - Conjunto de Interesse Municipal · SIM - Sítio de Interesse Municipal · VC - Em vias de classificação · SPL - Sem proteção legal

## Maia
| ID     | Designações                                                                             | Categoria              | Tipologia | Freguesia           | Grau | Ano  | Coordenadas              | Imagem       |
| ------ | --------------------------------------------------------------------------------------- | ---------------------- | --------- | ------------------- | ---- | ---- | ------------------------ | ------------ |
| 69879  | Igreja de Nossa Senhora do Ó ou Igreja de Águas Santas                                  | Arquitectura religiosa | Igreja    | Águas Santas        | MN   | 1910 | 41.210429° N 8.57725° O  | Mais imagens |
| 156078 | Conjunto constituido pela Igreja e Casa do Mosteiro de São Salvador de Moreira          | Arquitectura religiosa | Conjunto  | Moreira             | MIP  | 2012 | 41.244966° N 8.650652° O |              |
| 71155  | Via romana de Braga ao Porto ou Via de Braga ao Porto, 8 marcos miliários, série Capela | Arqueologia            | Via       | São Pedro de Avioso | MN   | 1910 | 41.277044° N 8.607261° O |              |

 Legenda: PM - Património Mundial · MN - Monumento Nacional · IIP - Imóvel de Interesse Público · MIP - Monumento de Interesse Público · CIP - Conjunto de Interesse Público · SIP - Sítio de Interesse Público · IIM - Imóvel de Interesse Municipal · MIM - Monumento de Interesse Municipal · CIM - Conjunto de Interesse Municipal · SIM - Sítio de Interesse Municipal · VC - Em vias de classificação · SPL - Sem proteção legal

## Marco de Canaveses
| ID      | Designações                                                                                       | Categoria              | Tipologia           | Freguesia           | Grau | Ano  | Coordenadas                  | Imagem       |
| ------- | ------------------------------------------------------------------------------------------------- | ---------------------- | ------------------- | ------------------- | ---- | ---- | ---------------------------- | ------------ |
| 70243   | Memorial de Alpendorada                                                                           | Arquitectura religiosa | Memorial            | Alpendurada e Matos | MN   | 1910 | 41.089613° N 8.246833° O     |              |
| 70468   | Castro dos Arados ou Alto de Santiago                                                             | Arqueologia            | Povoado fortificado | Alpendurada e Matos | MN   | 1910 | 41.081164° N 8.24927° O      |              |
| 70919   | Campa medieval de granito                                                                         | Arqueologia            | Sepultura           | Alpendurada e Matos | IIM  | 1982 | 41.0856764° N 8.24143022° O  |              |
| 71399   | Mosteiro de Alpendurada, incluindo a Igreja de São João Baptista                                  | Arquitectura religiosa | Igreja              | Alpendurada e Matos | IIP  | 2013 |                              |              |
| 71816   | Ponte do Arco, ponte românica                                                                     | Arquitectura civil     | Ponte               | Folhada             | IIP  | 1982 | 41.22212° N 8.0881° O        |              |
| 70558   | Pelourinho de Marco de Canaveses ou Pelourinho de São Nicolau                                     | Arquitectura civil     | Pelourinho          | Fornos              | MN   | 1910 | 41.19217° N 8.161416° O      |              |
| 5812871 | Igreja de Santa Maria (Fornos) ou Igreja Paroquial de Fornos                                      | Arquitectura religiosa | Igreja              | Fornos              | MIP  | 2013 |                              |              |
| 69712   | Área arqueológica do Freixo - Tongóbriga                                                          | Arqueologia            | Cidade              | Freixo              | IIP  | 1986 | 41.16181439° N 8.14623921° O | Mais imagens |
| 6723308 | Braga (incerta via) 21 marcos miliários, série capela                                             | Arquitectura civil     | Marco               | Marco de Canaveses  | MN   | 1910 | 41.549539° N 8.43075° O      |              |
| 5813231 | Capela de Fandinhães                                                                              | Arquitectura religiosa | Capela              | Paços de Gaiolo     | MIP  | 2013 |                              |              |
| 74773   | Casa dos Arcos (Marco de Canaveses)                                                               | Arquitectura civil     | Casa                | Rio de Galinhas     | IIP  | 1977 | 41.178397° N 8.139492° O     |              |
| 72583   | Igreja de Santo Isidoro                                                                           | Arquitectura religiosa | Igreja              | Santo Isidoro       | MN   | 2013 |                              |              |
| 72766   | Pelourinho de São Nicolau ou Pelourinho de Marco de Canaveses                                     | Arquitectura civil     | Pelourinho          | São Nicolau         | MN   | 1933 | 41.19217° N 8.161416° O      |              |
| 74614   | Cruzeiro do Senhor da Boa Passagem                                                                | Arquitectura religiosa | Cruzeiro            | São Nicolau         | IIP  | 1971 | 41.192342° N 8.161569° O     |              |
| 74615   | Conjunto: Igreja de Santa Maria (Marco de Canaveses) e Igreja de São Nicolau (Marco de Canaveses) | Arquitectura religiosa | Conjunto            | São Nicolau         | IIP  | 1971 | 41.19338097° N 8.15943009° O |              |
| 74616   | Capela de São Lázaro (São Nicolau) ou Lugar de Ordem                                              | Arquitectura religiosa | Capela              | São Nicolau         | IIP  | 1971 | 41.192584° N 8.162024° O     |              |
| 69802   | Igreja Matriz de Soalhães ou Igreja de São Martinho (Marco de Canaveses)                          | Arquitectura religiosa | Igreja              | Soalhães            | MN   | 1997 | 41.160525° N 8.096792° O     |              |
| 74863   | Penedo de Cuba                                                                                    | Arqueologia            | Sepultura           | Soalhães            | IIP  | 1951 | 41.159938° N 8.105657° O     |              |
| 74864   | Pelourinho de Soalhães                                                                            | Arquitectura civil     | Pelourinho          | Soalhães            | IIP  | 1933 | 41.159333° N 8.09848° O      |              |
| 72343   | Igreja Paroquial de Tabuado ou Igreja do Salvador (Tabuado)                                       | Arquitectura religiosa | Igreja              | Tabuado             | IIP  | 1944 | 41.185923° N 8.119844° O     |              |
| 72344   | Torre de Nevões                                                                                   | Arquitectura militar   | Torre               | Tabuado             | IIP  | 1977 | 41.197557° N 8.125438° O     |              |
| 156084  | Casa do Ribeiro                                                                                   | Arquitectura civil     | Casa                | Toutosa             | IIP  | 1999 |                              |              |
| 70638   | Igreja de Santo André (Vila Boa de Quires)                                                        | Arquitectura religiosa | Igreja              | Vila Boa de Quires  | MN   | 1927 | 41.20812° N 8.201104° O      | Mais imagens |
| 74097   | Casa inacabada de Vila Boa de Quires ou Obras do Fidalgo ou Casa das Obras                        | Arquitectura civil     | Casa                | Vila Boa de Quires  | IIP  | 1977 | 41.21155° N 8.191379° O      | Mais imagens |
| 70257   | Igreja de Santa Maria (Vila Boa do Bispo)                                                         | Arquitectura religiosa | Igreja              | Vila Boa do Bispo   | MN   | 1977 | 41.12891576° N 8.22006633° O |              |
| 72831   | Mosteiro de Vila Boa do Bispo                                                                     | Arquitectura religiosa | Mosteiro            | Vila Boa do Bispo   | IIP  | 1977 | 41.12891576° N 8.22006633° O |              |

 Legenda: PM - Património Mundial · MN - Monumento Nacional · IIP - Imóvel de Interesse Público · MIP - Monumento de Interesse Público · CIP - Conjunto de Interesse Público · SIP - Sítio de Interesse Público · IIM - Imóvel de Interesse Municipal · MIM - Monumento de Interesse Municipal · CIM - Conjunto de Interesse Municipal · SIM - Sítio de Interesse Municipal · VC - Em vias de classificação · SPL - Sem proteção legal

## Matosinhos
| ID      | Designações | Categoria              | Tipologia           | Freguesia           | Grau | Ano  | Coordenadas                 | Imagem       |
| ------- | --- | ---------------------- | ------------------- | ------------------- | ---- | ---- | --------------------------- | ------------ |
| 72977   | Ponte de D. Goimil, ponte românica | Arquitectura civil     | Ponte               | Custóias            | IIP  | 1971 | 41.217731° N 8.646343° O    |              |
| 69737   | Castro do Monte Castelo de Guifões ou Monte Castelo                                                                                             | Arqueologia            | Povoado fortificado | Guifões             | IIP  |      | 41.200343° N 8.6785° O      |              |
| 72298   | Ponte de Guifões, ponte românica | Arquitectura civil     | Ponte               | Guifões             | IIP  | 1971 | 41.200857° N 8.680107° O    |              |
| 71211   | Conjunto de Tanques da Praia de Angeiras (abertos na rocha)                                                                                     | Arqueologia            | Complexo industrial | Lavra               | MN   |      | 41.257068° N 8.723669° O    |              |
| 73420   | Forte de Leça da Palmeira ou Castelo de Matosinhos                                                                                              | Arquitectura militar   | Forte               | Leça da Palmeira    | IIP  | 1961 | 41.187688° N 8.702233° O    |              |
| 328649  | Piscinas de Marés de Leça da Palmeira | Arquitectura civil     | Piscina             | Leça da Palmeira    | MN   | 2012 | 41.192789° N 8.707808° O    | Mais imagens |
| 330337  | Parque Municipal da Quinta da Conceição (Matosinhos, 1956-60)                                                                                   | Arquitectura civil     | Parque              | Leça da Palmeira    | E/A  | 2012 | 41.195545° N 8.686962° O    |              |
| 330353  | Casa de Chá da Boa Nova | Arquitectura civil     | Restaurante         | Leça da Palmeira    | MN   | 2012 | 41.202966° N 8.715069° O    | Mais imagens |
| 70703   | Mosteiro de Leça do Balio ou Igreja do Antigo Mosteiro de Leça do Balio ou Igreja de Santa Maria de Leça do Balio                               | Arquitectura religiosa | Mosteiro            | Leça do Balio       | MN   | 1910 | 41.209957° N 8.623457° O    | Mais imagens |
| 70704   | Cruzeiro de Leça do Balio | Arquitectura religiosa | Cruzeiro            | Leça do Balio       | MN   |      | 41.208698° N 8.62241° O     |              |
| 71064   | Capela de São Félix | Arquitectura religiosa | Capela              | Leça do Balio       | IIM  | 1984 | 41.1948112° N 8.61928246° O |              |
| 72794   | Casa de Recarei ou Quinta do Alão (jardins e elementos escultóricos atribuídos a Nicolau Nasoni)                                                | Arquitectura civil     | Casa                | Leça do Balio       | IIP  | 2002 | 41.203943° N 8.62506° O     |              |
| 73843   | Quinta de Fafiães (casa, capela e tanque). | Arquitectura civil     | Quinta              | Leça do Balio       | IIP  | 1977 | 41.212304° N 8.613241° O    |              |
| 73844   | Quinta do Chantre, (Alameda das Tílias, casa, capela, chafarizes do terreiro, janela do jardim e portada).                                      | Arquitectura civil     | Quinta              | Leça do Balio       | IIP  |      | 41.221521° N 8.625514° O    |              |
| 70749   | Conjunto - fábricas Algarve Exportador e Rainha do Sado                                                                                         | Arquitectura civil     | Complexo fabril     | Matosinhos          | IIM  | 2003 |                             |              |
| 71140   | Padrão do Bom Jesus de Matosinhos | Arquitectura civil     | Padrão              | Matosinhos          | MN   | 1977 | 41.181138° N 8.694358° O    | Mais imagens |
| 73419   | Igreja do Salvador (Matosinhos) ou Igreja Paroquial de Matosinhos                                                                               | Arquitectura religiosa | Igreja              | Matosinhos          | IIP  |      | 41.186781° N 8.683958° O    |              |
| 156099  | Edifício da Real Companhia Vinícola | Arquitectura civil     | Edifício            | Matosinhos          | VC   | 2013 |                             |              |
| 71053   | Sepulturas no lugar de Pampelido / Montedouro (na rocha)                                                                                        | Arqueologia            | Sepultura           | Perafita            | IIM  | 1974 | 41.229714° N 8.710394° O    |              |
| 72798   | Conjunto - Capela de São Sebastião (Matosinhos), Capela de Nossa Senhora do Livramento e São Brás, Homem da Maça e seu Bicho, Monte de São Brás | Arquitectura religiosa | Capela              | Santa Cruz do Bispo | E/A  | 2009 | 41.218569° N 8.662399° O    |              |
| 72939   | Quinta de Santa Cruz do Bispo | Arquitectura civil     | Quinta              | Santa Cruz do Bispo | IIP  | 1977 | 41.218297° N 8.674355° O    |              |
| 72940   | Ponte do Carro ou Ponte românica do Carro | Arquitectura civil     | Ponte               | Santa Cruz do Bispo | IIP  | 1971 | 41.215204° N 8.66732° O     |              |
| 5050501 | Casa e Quinta de São Gens ( incluindo terreno e jardim)                                                                                         | Arquitectura civil     | Quinta              | Senhora da Hora     | E/A  | 2012 | 41.183321° N 8.645935° O    |              |

 Legenda: PM - Património Mundial · MN - Monumento Nacional · IIP - Imóvel de Interesse Público · MIP - Monumento de Interesse Público · CIP - Conjunto de Interesse Público · SIP - Sítio de Interesse Público · IIM - Imóvel de Interesse Municipal · MIM - Monumento de Interesse Municipal · CIM - Conjunto de Interesse Municipal · SIM - Sítio de Interesse Municipal · VC - Em vias de classificação · SPL - Sem proteção legal

## Paços de Ferreira
| ID    | Designações                                                           | Categoria              | Tipologia  | Freguesia           | Grau | Ano  | Coordenadas                 | Imagem       |
| ----- | --------------------------------------------------------------------- | ---------------------- | ---------- | ------------------- | ---- | ---- | --------------------------- | ------------ |
| 70362 | Igreja de São Pedro de Ferreira ou Igreja de São Salvador             | Arquitectura religiosa | Igreja     | Ferreira            | MN   | 1928 | 41.264794° N 8.343652° O    |              |
| 70325 | Mamoa do Taio ou Anta das Castanheiras                                | Arqueologia            | Mamoa      | Frazão              | E/A  | 2012 |                             |              |
| 71751 | Capela de São Francisco e Casa Hospício                               | Arquitectura mista     | Conjunto   | Freamunde           | E/A  | 2012 |                             |              |
| 72395 | Forno dos Mouros (Dolmen no terreno Leira Longa)                      | Arqueologia            | Dolmen     | Lamoso              | IIP  | 1967 | 41.31683378° N 8.3536017° O |              |
| 74168 | Pelourinho de Paços de Ferreira                                       | Arquitectura civil     | Pelourinho | Paços de Ferreira   | IIP  | 1933 | 41.277806° N 8.375715° O    |              |
| 70495 | Citânia de Sanfins                                                    | Arqueologia            | Citânia    | Sanfins de Ferreira | MN   | 1946 | 41.323251° N 8.386628° O    | Mais imagens |
| 72394 | Penedo das Ninfas (inscrição gravada em penedo na Bouça de Fervenças) | Arqueologia            | Inscrição  | Sanfins de Ferreira | IIP  | 1953 | 41.316421° N 8.383856° O    |              |

 Legenda: PM - Património Mundial · MN - Monumento Nacional · IIP - Imóvel de Interesse Público · MIP - Monumento de Interesse Público · CIP - Conjunto de Interesse Público · SIP - Sítio de Interesse Público · IIM - Imóvel de Interesse Municipal · MIM - Monumento de Interesse Municipal · CIM - Conjunto de Interesse Municipal · SIM - Sítio de Interesse Municipal · VC - Em vias de classificação · SPL - Sem proteção legal

## Paredes
| ID      | Designações                                                                                         | Categoria              | Tipologia  | Freguesia               | Grau | Ano  | Coordenadas                  | Imagem       |
| ------- | --------------------------------------------------------------------------------------------------- | ---------------------- | ---------- | ----------------------- | ---- | ---- | ---------------------------- | ------------ |
| 73226   | Mamoa de Ramos ou Mamoa da Cavada da Oira                                                           | Arqueologia            | Mamoa      | Baltar                  | E/A  | 2012 | 38.96035° N 7.29355° O       |              |
| 73227   | Anta do Padrão                                                                                      | Arqueologia            | Anta       | Baltar                  | IIP  | 1997 | 41.20332° N 8.387321° O      |              |
| 71794   | Igreja de São Tomé de Bitarães                                                                      | Arquitectura religiosa | Igreja     | Bitarães                | IIP  | 1982 | 41.224594° N 8.32191° O      |              |
| 73852   | Pelourinho de Paredes                                                                               | Arquitectura civil     | Pelourinho | Castelões de Cepeda     | IIP  | 1933 | 41.207762° N 8.330687° O     |              |
| 156103  | Casa da Estrabuela (incluindo jardins, anexos, pátio e quintal)                                     | Arquitectura civil     | Casa       | Castelões de Cepeda     | E/A  | 2002 |                              |              |
| 70221   | Igreja de São Pedro de Cete ou Mosteiro de Cete                                                     | Arquitectura religiosa | Mosteiro   | Cete                    | MN   | 1910 | 41.17552278° N 8.37147706° O | Mais imagens |
| 73706   | Capela da Senhora do Vale ou Ermida da Senhora do Vale                                              | Arquitectura religiosa | Capela     | Cete                    | IIP  | 1950 | 41.175956° N 8.348925° O     |              |
| 73707   | Cruzeiro de Cete (no adro fronteiro à Ermida de Nossa Senhora do Vale)                              | Arquitectura religiosa | Cruzeiro   | Cete                    | IIP  | 1963 | 41.175811° N 8.349395° O     |              |
| 8079132 | Quinta de Cête                                                                                      | n/a                    | n/a        | Cete                    | IIM  |      | 41.18085393° N 8.36234335° O |              |
| 74565   | Pelourinho de Louredo                                                                               | Arquitectura civil     | Pelourinho | Louredo                 | IIP  | 1933 | 41.24157° N 8.334974° O      |              |
| 342595  | Igreja de São Cristóvão ou Igreja Matriz de Louredo                                                 | Arquitectura religiosa | Igreja     | Louredo                 | MIP  | 2011 | 41.238684° N 8.338742° O     |              |
| 74402   | Torre dos Mouros ou Torre dos Alcoforados                                                           | Arquitectura militar   | Torre      | São Salvador de Lordelo | IIP  | 1993 | 41.248969° N 8.408596° O     |              |
| 73842   | Castro da Serra do Muro de Vandoma                                                                  | Arqueologia            | Castro     | Vandoma                 | IIP  |      | 41.197186° N 8.392654° O     |              |
| 156107  | Conjunto - Igreja de Vilela e Mosteiro de Vilela (cruzeiro fronteiro e parte da Quinta do Mosteiro) | Arquitectura religiosa | Conjunto   | Vilela                  | VC   | 2012 |                              |              |

 Legenda: PM - Património Mundial · MN - Monumento Nacional · IIP - Imóvel de Interesse Público · MIP - Monumento de Interesse Público · CIP - Conjunto de Interesse Público · SIP - Sítio de Interesse Público · IIM - Imóvel de Interesse Municipal · MIM - Monumento de Interesse Municipal · CIM - Conjunto de Interesse Municipal · SIM - Sítio de Interesse Municipal · VC - Em vias de classificação · SPL - Sem proteção legal

## Penafiel
| ID      | Designações | Categoria              | Tipologia     | Freguesia     | Grau | Ano  | Coordenadas                | Imagem       |
| ------- | --- | ---------------------- | ------------- | ------------- | ---- | ---- | -------------------------- | ------------ |
| 71192   | Igreja de São Pedro ou Igreja Matriz de Abragão | Arquitectura religiosa | Igreja        | Abragão       | MN   | 1977 | 41.157218° N 8.222274° O   | Mais imagens |
| 70687   | Igreja de São Gens de Boelhe | Arquitectura religiosa | Igreja        | Boelhe        | MN   | 1927 | 41.135055° N 8.242563° O   | Mais imagens |
| 70992   | Fonte no jardim da Casa de Cabanelas | Arquitectura civil     | Fonte         | Bustelo       | IIM  | 1977 | 41.22515423° N 8.273434° O |              |
| 73224   | Mosteiro de Bustelo | Arquitectura religiosa | Mosteiro      | Bustelo       | IIP  | 1984 | 41.229789° N 8.270495° O   | Mais imagens |
| 70702   | Igreja Paroquial de Cabeça Santa ou Igreja de São Miguel da Gândara                                                                                   | Arquitectura religiosa | Igreja        | Cabeça Santa  | MN   | 1927 | 41.131969° N 8.279886° O   | Mais imagens |
| 70545   | Igreja de São Miguel da Eja ou Igreja de São Miguel de Entre-os-Rios                                                                                  | Arquitectura religiosa | Igreja        | Eja           | MN   | 1927 | 41.083311° N 8.299037° O   | Mais imagens |
| 69801   | Memorial da Ermida | Arquitectura religiosa | Ermida        | Irivo         | MN   | 1910 | 41.169544° N 8.33004° O    |              |
| 74862   | Torre de Coreixas ou Torre de Durigo | Arquitectura militar   | Torre         | Irivo         | IIP  | 1977 | 41.183256° N 8.324271° O   |              |
| 69728   | Menir de Luzim ou Marco de Luzim | Arqueologia            | Menir         | Luzim         | IIP  | 1970 | 41.14661° N 8.241374° O    |              |
| 69729   | Pegadinhas de São Gonçalo (gravuras rupestres) | Arqueologia            | Arte rupestre | Luzim         | IIP  | 1970 | 41.152087° N 8.249334° O   |              |
| 69735   | Gravuras rupestres de Lomar | Arqueologia            | Gravura       | Luzim         | E/A  | 2012 |                            |              |
| 73289   | Mamoa de Luzim | Arqueologia            | Mamoa         | Luzim         | IIP  | 2006 | 39.49383333° N 7.9608° O   |              |
| 7036477 | Necrópole megalítica de Luzim (Menir de Luzim - penedo com gravuras rupestres - e conjunto de sete mamoas)                                            | Arqueologia            | Necrópole     | Luzim         | IIP  |      |                            |              |
| 73643   | Castro de Monte Mozinho ou Cidade Morta de Penafiel                                                                                                   | Arqueologia            | Castro        | Oldrões       | IIP  | 1948 | 41.146588° N 8.311208° O   | Mais imagens |
| 70583   | Igreja do Salvador ou Igreja do Salvador de Paço de Sousa ou Igreja Matriz de Paço de Sousa (sacristia, claustro e fonte) e cruzeiro de Paço de Sousa | Arquitectura religiosa | Igreja        | Paço de Sousa | MN   | 1997 | 41.165918° N 8.344452° O   | Mais imagens |
| 71417   | Casa e Quinta da Companhia | Arquitectura civil     | Quinta        | Paço de Sousa | MIP  | 2013 |                            |              |
| 69850   | Igreja de São Martinho ou Igreja Paroquial de Penafiel                                                                                                | Arquitectura religiosa | Igreja        | Penafiel      | MN   | 1910 | 41.207097° N 8.285566° O   |              |
| 69851   | Janela da Reboleira | Arquitectura civil     | Janela        | Penafiel      | MN   | 1910 | 41.208234° N 8.307657° O   |              |
| 69852   | Pelourinho de Penafiel | Arquitectura civil     | Pelourinho    | Penafiel      | MN   | 1910 | 41.206387° N 8.28384° O    |              |
| 69853   | Túmulo do Monte de São Roque | Arquitectura religiosa | Túmulo        | Penafiel      | MN   | 1910 | 41.209802° N 8.296705° O   |              |
| 72938   | Igreja da Misericórdia de Penafiel | Arquitectura religiosa | Igreja        | Penafiel      | IIP  | 1982 | 41.206469° N 8.283823° O   |              |
| 4098672 | Mata da Casa das Eiras, Tapada das Eiras (penedo com gravuras rupestres)                                                                              | Arqueologia            | Arte rupestre | Perozelo      | IIP  | 1970 | 41.148115° N 8.265837° O   |              |
| 71789   | Termas de São Vicente | Arquitectura civil     | Termas        | Pinheiro      | E/A  | 2012 |                            |              |
| 71242   | Honra de Barbosa ou Torre de Barbosa | Arquitectura civil     | Torre         | Rans          | IIP  | 2005 | 41.169448° N 8.298307° O   |              |
| 70169   | Anta de Santa Marta ou Dólmen da Portela | Arqueologia            | Anta          | Santa Marta   | MN   | 1910 | 41.20685° N 8.253943° O    | Mais imagens |
| 342604  | Casa e Quinta da Maragossa | Arquitectura civil     | Quinta        | Valpedre      | E/A  | 2012 |                            |              |

 Legenda: PM - Património Mundial · MN - Monumento Nacional · IIP - Imóvel de Interesse Público · MIP - Monumento de Interesse Público · CIP - Conjunto de Interesse Público · SIP - Sítio de Interesse Público · IIM - Imóvel de Interesse Municipal · MIM - Monumento de Interesse Municipal · CIM - Conjunto de Interesse Municipal · SIM - Sítio de Interesse Municipal · VC - Em vias de classificação · SPL - Sem proteção legal

## Póvoa de Varzim
| ID    | Designações                                                      | Categoria              | Tipologia  | Freguesia       | Grau | Ano  | Coordenadas                          | Imagem       |
| ----- | ---------------------------------------------------------------- | ---------------------- | ---------- | --------------- | ---- | ---- | ------------------------------------ | ------------ |
| 72548 | Capela de Nossa Senhora da Lapa (ficha não encontrada)           | Arquitectura religiosa | Capela     | Aguçadoura      |      |      | 41.37445772177° N 8.7615323066711° O |              |
| 70621 | Pelourinho da Póvoa de Varzim                                    | Arquitectura civil     | Pelourinho | Póvoa de Varzim | MN   | 1910 | 41.379522° N 8.759263° O             | Mais imagens |
| 71021 | Coreto da Praça do Almada                                        | Arquitectura civil     | Coreto     | Póvoa de Varzim | IIM  | 1997 | 41.37906161° N 8.76035219° O         |              |
| 71022 | Edifício dos antigos Paços do Concelho da Póvoa de Varzim        | Arquitectura civil     | Paço       | Póvoa de Varzim | IIM  | 1977 | 41.38054047° N 8.75663664° O         |              |
| 73271 | Edifício na Rua Tenente Valadim (fachada com azulejos arte nova) | Arquitectura civil     | Fachada    | Póvoa de Varzim | IIP  | 1980 | 41.378907° N 8.764656° O             |              |
| 74559 | Igreja de Nossa Senhora das Dores                                | Arquitectura religiosa | Igreja     | Póvoa de Varzim | IIP  | 1974 | 41.382303° N 8.758743° O             | Mais imagens |
| 74560 | Conjunto ou espaço urbano designado por Passeio Alegre           | Arquitectura civil     | Conjunto   | Póvoa de Varzim | IIP  | 1977 | 41.382143° N 8.766131° O             |              |
| 74561 | Edifício da Câmara Municipal da Póvoa de Varzim                  | Arquitectura civil     | Edifício   | Póvoa de Varzim | IIP  | 1974 | 41.379528° N 8.760008° O             | Mais imagens |
| 74562 | Solar dos Carneiros, na Rua do Visconde e Rua da Amadinha        | Arquitectura civil     | Edifício   | Póvoa de Varzim | IIP  | 1986 | 41.380668° N 8.758433° O             |              |
| 74563 | Fortaleza da Póvoa de Varzim                                     | Arquitectura militar   | Fortaleza  | Póvoa de Varzim | IIP  | 1960 | 41.37798° N 8.764219° O              |              |
| 74564 | Igreja Matriz da Póvoa de Varzim                                 | Arquitectura religiosa | Igreja     | Póvoa de Varzim | IIP  | 1977 | 41.380978° N 8.75697° O              | Mais imagens |
| 70220 | Igreja de São Pedro de Rates                                     | Arquitectura religiosa | Igreja     | Rates           | MN   | 1910 | 41.424136° N 8.671882° O             | Mais imagens |
| 73704 | Pelourinho de Rates                                              | Arquitectura civil     | Pelourinho | Rates           | IIP  | 1933 | 41.424024° N 8.672131° O             |              |
| 74301 | Cividade de Terroso                                              | Arqueologia            | Povoado    | Terroso         | IIP  | 1961 | 41.412475° N 8.721048° O             | Mais imagens |

 Legenda: PM - Património Mundial · MN - Monumento Nacional · IIP - Imóvel de Interesse Público · MIP - Monumento de Interesse Público · CIP - Conjunto de Interesse Público · SIP - Sítio de Interesse Público · IIM - Imóvel de Interesse Municipal · MIM - Monumento de Interesse Municipal · CIM - Conjunto de Interesse Municipal · SIM - Sítio de Interesse Municipal · VC - Em vias de classificação · SPL - Sem proteção legal

## Santo Tirso
| ID    | Designações                                                                                           | Categoria              | Tipologia           | Freguesia               | Grau | Ano  | Coordenadas                           | Imagem       |
| ----- | --- | ---------------------- | ------------------- | ----------------------- | ---- | ---- | ------------------------------------- | ------------ |
| 71416 | Capela de Santa Cruz ou Capela do Bom Jesus (incluindo o adro, o recinto da romaria, fonte e árvores) | Arquitectura religiosa | Capela              | Burgães                 | MIP  | 2011 | 41.335962649964° N 8.4378433227539° O |              |
| 69758 | Edifício da Serra Hidráulica de Pereiras (e respectiva máquina, açude e canal)                        | Arquitectura civil     | Fábrica             | Monte Córdova           | IIP  | 1992 | 41.30952168° N 8.4400337° O           |              |
| 71123 | Castro do Monte Padrão ou antigo Castro do Monte Córdova                                              | Arqueologia            | Povoado fortificado | Monte Córdova           | MN   | 1951 | 41.312499° N 8.449245° O              |              |
| 70684 | Igreja de São Pedro de Roriz                                                                          | Arquitectura religiosa | Igreja              | Roriz                   | MN   | 1910 | 41.344342° N 8.381011° O              | Mais imagens |
| 70685 | Citânia de Roriz                                                                                      | Arqueologia            | Citânia             | Roriz                   | MN   | 1910 | 41.352426508589° N 8.3838129043579° O |              |
| 74765 | Igreja de Santa Maria de Negrelos                                                                     | Arquitectura religiosa | Igreja              | Roriz                   | IIP  | 1957 | 41.34387845° N 8.3816513° O           |              |
| 74766 | Casa do Mosteiro                                                                                      | Arquitectura civil     | Casa                | Roriz                   | IIP  | 1982 | 41.344301° N 8.381151° O              |              |
| 73494 | Casa e Quinta de Dinis de Cima                                                                        | Arquitectura civil     | Quinta              | Santa Cristina do Couto | IIP  | 1986 | 41.327123° N 8.498093° O              |              |
| 70416 | Mosteiro de Santo Tirso ou Mosteiro de São Bento, cerca e cruzeiro processional                       | Arquitectura religiosa | Claustro            | Santo Tirso             | MN   | 1982 | 41.344724° N 8.471779° O              | Mais imagens |
| 73005 | Casa e Quinta de Dinis de Baixo                                                                       | Arquitectura civil     | Quinta              | Santo Tirso             | IIP  | 1993 | 41.342753° N 8.50544° O               |              |
| 73739 | Castro de Santa Margarida                                                                             | Arqueologia            | Castro              | São Tomé de Negrelos    | IIP  | 1990 | 41.346567° N 8.401535° O              |              |
| 74260 | Igreja de São Tomé de Negrelos (loggia quinhentista e capela manuelina)                               | Arquitectura religiosa | Capela              | São Tomé de Negrelos    | IIP  | 1944 | 41.331651° N 8.459436° O              |              |
| 73737 | Igreja de São Miguel de Vilarinho                                                                     | Arquitectura religiosa | Igreja              | Vilarinho               | IIP  | 1953 | 41.358069° N 8.332723° O              |              |

 Legenda: PM - Património Mundial · MN - Monumento Nacional · IIP - Imóvel de Interesse Público · MIP - Monumento de Interesse Público · CIP - Conjunto de Interesse Público · SIP - Sítio de Interesse Público · IIM - Imóvel de Interesse Municipal · MIM - Monumento de Interesse Municipal · CIM - Conjunto de Interesse Municipal · SIM - Sítio de Interesse Municipal · VC - Em vias de classificação · SPL - Sem proteção legal

## Trofa
| ID    | Designações                                                  | Categoria              | Tipologia | Freguesia           | Grau | Ano  | Coordenadas              | Imagem       |
| ----- | ------------------------------------------------------------ | ---------------------- | --------- | ------------------- | ---- | ---- | ------------------------ | ------------ |
| 74025 | Castro de Alvarelhos ou Castro de São Marçal                 | Arqueologia            | Povoado   | Alvarelhos          | MN   | 1910 | 41.300838° N 8.618242° O | Mais imagens |
| 70242 | Via de Braga ao Porto - 8 marcos miliários (série Capela)    | Arqueologia            | Via       | Santiago de Bougado | MN   | 1910 | 41.337173° N 8.583268° O |              |
| 73006 | Igreja de Santiago do Bougado ou Igreja Paroquial do Bougado | Arquitectura religiosa | Igreja    | Santiago de Bougado | IIP  | 1984 | 41.339122° N 8.57446° O  |              |

 Legenda: PM - Património Mundial · MN - Monumento Nacional · IIP - Imóvel de Interesse Público · MIP - Monumento de Interesse Público · CIP - Conjunto de Interesse Público · SIP - Sítio de Interesse Público · IIM - Imóvel de Interesse Municipal · MIM - Monumento de Interesse Municipal · CIM - Conjunto de Interesse Municipal · SIM - Sítio de Interesse Municipal · VC - Em vias de classificação · SPL - Sem proteção legal

## Valongo
| ID    | Designações                                         | Categoria              | Tipologia | Freguesia | Grau | Ano  | Coordenadas                  | Imagem |
| ----- | --------------------------------------------------- | ---------------------- | --------- | --------- | ---- | ---- | ---------------------------- | ------ |
| 71072 | Ponte de São Lázaro                                 | Arquitectura civil     | Ponte     | Alfena    | IIM  | 1977 | 41.23985871° N 8.52254018° O |        |
| 71171 | Cruzeiro de Valongo ou Cruzeiro do Senhor do Padrão | Arquitectura religiosa | Cruzeiro  | Valongo   | MN   | 1910 | 41.189371° N 8.497551° O     |        |
| 73477 | Casa do Anjo São Miguel                             | Arquitectura civil     | Casa      | Valongo   | IIP  | 1984 | 41.18869° N 8.494848° O      |        |

 Legenda: PM - Património Mundial · MN - Monumento Nacional · IIP - Imóvel de Interesse Público · MIP - Monumento de Interesse Público · CIP - Conjunto de Interesse Público · SIP - Sítio de Interesse Público · IIM - Imóvel de Interesse Municipal · MIM - Monumento de Interesse Municipal · CIM - Conjunto de Interesse Municipal · SIM - Sítio de Interesse Municipal · VC - Em vias de classificação · SPL - Sem proteção legal

## Vila do Conde
| ID      | Designações                                                                                  | Categoria              | Tipologia       | Freguesia        | Grau | Ano  | Coordenadas                           | Imagem       |
| ------- | -------------------------------------------------------------------------------------------- | ---------------------- | --------------- | ---------------- | ---- | ---- | ------------------------------------- | ------------ |
| 74285   | Ponte de São Miguel de Arcos                                                                 | Arquitectura civil     | Ponte           | Arcos            | IIP  | 1982 | 41.393136° N 8.66692° O               |              |
| 70407   | Igreja de Santa Maria de Azurara                                                             | Arquitectura religiosa | Igreja          | Azurara          | MN   | 1910 | 41.344851° N 8.735717° O              | Mais imagens |
| 72546   | Azenha no Rio Ave (quinhentista)                                                             | Arquitectura civil     | Azenha          | Azurara          | IIP  | 1980 | 41.350155323574° N 8.7357723712921° O | Mais imagens |
| 72550   | Igreja da Misericórdia de Azurara                                                            | Arquitectura religiosa | Igreja          | Azurara          | E/A  | 2012 | 41.344678381335° N 8.7359118461609° O |              |
| 74376   | Igreja de São Francisco de Azurara                                                           | Arquitectura religiosa | Igreja          | Azurara          | IIP  | 1978 | 41.344837° N 8.73569° O               | Mais imagens |
| 74377   | Pelourinho de Azurara                                                                        | Arquitectura civil     | Pelourinho      | Azurara          | IIP  | 1933 | 41.353821° N 8.743257° O              |              |
| 74829   | Casa da Praça                                                                                | Arquitectura civil     | Casa            | Azurara          | IIP  | 1977 | 41.346951° N 8.737254° O              |              |
| 74830   | Cruzeiro de Azurara                                                                          | Arquitectura religiosa | Cruzeiro        | Azurara          | IIP  | 1963 | 41.345017° N 8.735644° O              | Mais imagens |
| 4033125 | Parte antiga de Vila de Conde e Azurara                                                      | Arquitectura civil     | Conjunto urbano | Azurara          | IIP  | 1981 | 41.355585° N 8.722181° O              |              |
| 70124   | Cividade de Bagunte                                                                          | Arqueologia            | Castro          | Bagunte          | MN   | 2004 | 41.371088° N 8.662182° O              |              |
| 74713   | Capela de Nossa Senhora da Graça                                                             | Arquitectura religiosa | Capela          | Junqueira        | IIP  | 1978 | 41.377584° N 8.684214° O              |              |
| 156116  | Ponte D. Zameiro ou Ponte d'Ave e azenhas                                                    | Arquitectura civil     | Ponte           | Macieira da Maia | E/A  | 2012 | 41.354681507515° N 8.6822462081909° O |              |
| 156114  | Paço do Casal dos Cavaleiros                                                                 | Arquitectura civil     | Paço            | Outeiro Maior    | MIP  | 2013 | 41.369143857367° N 8.6450815200806° O |              |
| 70620   | Igreja de São Cristóvão de Rio Mau                                                           | Arquitectura religiosa | Igreja          | Rio Mau          | MN   | 1910 | 41.39982° N 8.679243° O               | Mais imagens |
| 74712   | Capela de São João da Igreja de Vairão                                                       | Arquitectura religiosa | Capela          | Vairão           | IIP  | 1944 | 41.33027724° N 8.67187041° O          |              |
| 71207   | Igreja de São João Baptista ou Igreja Matriz de Vila do Conde                                | Arquitectura religiosa | Igreja          | Vila do Conde    | MN   | 1910 | 41.35387° N 8.742388° O               | Mais imagens |
| 71208   | Pelourinho de Vila do Conde                                                                  | Arquitectura civil     | Pelourinho      | Vila do Conde    | MN   | 1910 | 41.353929° N 8.743462° O              | Mais imagens |
| 71209   | Aqueduto de Vila do Conde ou Aqueduto de Santa Clara                                         | Arquitectura civil     | Aqueduto        | Vila do Conde    | MN   | 1910 | 41.35356° N 8.739552° O               | Mais imagens |
| 71210   | Igreja de Santa Clara                                                                        | Arquitectura religiosa | Igreja          | Vila do Conde    | MN   | 1910 | 41.352612° N 8.739184° O              | Mais imagens |
| 72552   | Casa do Morgado de São Bento                                                                 | Arquitectura civil     | Casa            | Vila do Conde    | E/A  | 2012 | 41.11740556° N 8.29458611° O          |              |
| 72553   | Casa de São Roque                                                                            | Arquitectura civil     | Casa            | Vila do Conde    | E/A  | 2012 | 41.351991606954° N 8.7423491477966° O |              |
| 73093   | Casa São Sebastião ou Biblioteca Municipal de Vila do Conde e jardim                         | Arquitectura civil     | Casa            | Vila do Conde    | E/A  | 2012 | 41.346224858762° N 8.7396240234375° O |              |
| 74457   | Palacete Melo                                                                                | Arquitectura civil     | Edifício        | Vila do Conde    | IIP  | 1986 | 41.352742° N 8.750129° O              |              |
| 74458   | Capela de Santa Catarina (lugar de Santa Catarina)                                           | Arquitectura religiosa | Capela          | Vila do Conde    | IIP  | 1982 | 41.356883° N 8.746353° O              |              |
| 74459   | Capela de Nossa Senhora da Guia                                                              | Arquitectura religiosa | Capela          | Vila do Conde    | IIP  | 1982 | 41.361775° N 8.753205° O              | Mais imagens |
| 74460   | Capela do Socorro                                                                            | Arquitectura religiosa | Capela          | Vila do Conde    | IIP  | 1978 | 41.349843° N 8.743962° O              |              |
| 74461   | Casa de Submosteiro ou Casa dos Vasconcelos                                                  | Arquitectura civil     | Casa            | Vila do Conde    | IIP  | 1977 | 41.351943° N 8.740995° O              | Mais imagens |
| 74462   | Forte de São João Baptista ou Castelo de Vila do Conde ou Forte de Nossa Senhora da Assunção | Arquitectura militar   | Forte           | Vila do Conde    | IIP  | 1967 | 41.34174° N 8.751875° O               |              |
| 74463   | Igreja da Misericórdia de Vila do Conde                                                      | Arquitectura religiosa | Igreja          | Vila do Conde    | IIP  | 1982 | 41.354246° N 8.744084° O              | Mais imagens |
| 5961059 | Igreja de Nossa Senhora da Lapa                                                              | Arquitectura religiosa | Igreja          | Vila do Conde    | E/A  | 2012 | 41.360093186219° N 8.7374782562256° O |              |

 Legenda: PM - Património Mundial · MN - Monumento Nacional · IIP - Imóvel de Interesse Público · MIP - Monumento de Interesse Público · CIP - Conjunto de Interesse Público · SIP - Sítio de Interesse Público · IIM - Imóvel de Interesse Municipal · MIM - Monumento de Interesse Municipal · CIM - Conjunto de Interesse Municipal · SIM - Sítio de Interesse Municipal · VC - Em vias de classificação · SPL - Sem proteção legal

## Vila Nova de Gaia
| ID     | Designações | Categoria              | Tipologia           | Freguesia          | Grau | Ano  | Coordenadas                           | Imagem       |
| ------ | --- | ---------------------- | ------------------- | ------------------ | ---- | ---- | ------------------------------------- | ------------ |
| 74401  | Pedra de audiência (e carvalho) | Arquitectura mista     | Monumento           | Avintes            | IIP  | 1946 | 41.104413° N 8.551876° O              |              |
| 70605  | Túmulo de D. Rodrigo Sanches no claustro do Mosteiro de Grijó | Arquitectura religiosa | Túmulo              | Grijó              | MN   | 1910 | 41.028711° N 8.579515° O              |              |
| 74106  | Mosteiro de Grijó ou Mosteiro de São Salvador de Grijó | Arquitectura religiosa | Mosteiro            | Grijó              | IIP  | 1938 | 41.14714444° N 8.61558889° O          | Mais imagens |
| 74167  | Aqueduto das Amoreiras (que abastecia o Mosteiro de Grijó) | Arquitectura civil     | Aqueduto            | Grijó              | IIP  | 1974 | 41.028549° N 8.577172° O              |              |
| 327671 | Escola Primária do Cedro (Gaia, 1958-60) | Arquitectura civil     | Escola              | Mafamude           | IIP  | 2013 | 41.135954723353° N 8.6330008506775° O |              |
| 73476  | Aqueduto da Serra do Pilar ou Aqueduto do Sardão | Arquitectura civil     | Aqueduto            | Oliveira do Douro  | IIP  | 1946 | 41.113645° N 8.584383° O              |              |
| 73554  | Mosteiro e Quinta dos Frades | Arquitectura religiosa | Mosteiro            | Oliveira do Douro  | IIP  | 1980 | 41.14308333° N 8.62164722° O          |              |
| 74764  | Castro da Senhora da Saúde ou Monte Murado | Arqueologia            | Povoado fortificado | Pedroso            | IIP  | 1992 | 41.060141° N 8.571163° O              |              |
| 71225  | Igreja da Serra do Pilar e claustro | Arquitectura religiosa | Igreja              | Santa Marinha      | MN   | 1910 | 41.13856° N 8.60698° O                | Mais imagens |
| 71776  | Antigo Convento Corpus Christi ou Instituto do Bom Pastor | Arquitectura religiosa | Convento            | Santa Marinha      | MIP  | 2012 | 41.136520351058° N 8.6176586151123° O | Mais imagens |
| 74135  | Monte do Castelo (área do Castelo de Gaia) | Arquitectura civil     | Área                | Santa Marinha      | IIP  | 1990 | 41.139823° N 8.624503° O              | Mais imagens |
| 74707  | Casa da Família Barbot e jardins | Arquitectura civil     | Casa                | Santa Marinha      | IIP  | 1982 | 41.132733° N 8.607361° O              | Mais imagens |
| 74708  | Igreja Paroquial de Santa Marinha | Arquitectura religiosa | Igreja              | Santa Marinha      | IIP  | 1993 | 41.136216° N 8.614716° O              |              |
| 74709  | Paço do Campo Belo (incluindo a capela e jardins) | Arquitectura religiosa | Paço                | Santa Marinha      | IIP  | 1977 | 41.137917° N 8.62232° O               |              |
| 74710  | Casa do Fojo | Arquitectura civil     | Casa                | Santa Marinha      | IIP  | 1978 | 41.12531° N 8.637105° O               |              |
| 74711  | Mosteiro da Serra do Pilar ou Mosteiro de Santo Agostinho da Serra do Pilar | Arquitectura religiosa | Mosteiro            | Santa Marinha      | IIP  | 1935 | 41.13833° N 8.606651° O               | Mais imagens |
| 156124 | Conjunto da Fábrica de Cerâmica das Devesas (Casa António Almeida da Costa, Bairro dos Operários, Bairro dos Contramestres, Creche Emília de Jesus Costa, Asilo António Almeida da Costa, conjunto habitacional e depósito de materiais do Porto) | Arquitectura civil     | Complexo fabril     | Santa Marinha      | E/A  | 2013 | 41.128213214053° N 8.616886138916° O  |              |
| 156137 | Casa e Quinta do Mirante ou Castelo de Vandoma ou Casa do Lima ou Casa do Brigadeiro | Arquitectura civil     | Quinta              | Santa Marinha      | E/A  | 2006 | 41.140204892163° N 8.6263704299927° O |              |
| 70757  | Conjunto - Clínica Heliântia e Sanatório Marítimo do Norte | Arquitectura civil     | Edifício            | Valadares          | MIP  | 2013 | 41.14136667° N 8.61542778° O          |              |
| 156141 | Quinta de Baixo ou Quinta dos Condes de Paço Vitorino | Arquitectura civil     | Quinta              | Vilar de Andorinho | E/A  | 2012 | 41.103705882254° N 8.5704946517944° O |              |
| 73553  | Capela de São Martinho | Arquitectura religiosa | Capela              | Vilar do Paraíso   | IIP  | 1986 | 41.098758041913° N 8.6185598373413° O |              |

 Legenda: PM - Património Mundial · MN - Monumento Nacional · IIP - Imóvel de Interesse Público · MIP - Monumento de Interesse Público · CIP - Conjunto de Interesse Público · SIP - Sítio de Interesse Público · IIM - Imóvel de Interesse Municipal · MIM - Monumento de Interesse Municipal · CIM - Conjunto de Interesse Municipal · SIM - Sítio de Interesse Municipal · VC - Em vias de classificação · SPL - Sem proteção legal